# My Life as a 10-Year-Old Boy
My Life as a 10-Year-Old Boy är en självbiografi skriven av Nancy Cartwright, först publicerad av Hyperion år 2000. Den handlar om Cartwrights karriär och hennes erfarenhet att göra rösten till Bart Simpson på den animerade tv-serien Simpsons.